# Ley de Sutherland
La ley de Sutherland describe la dependencia de la viscosidad de los gases con la temperatura. Fue propuesta en 1893 por el físico australiano William Sutherland. El modelo se basa en la teoría cinética de gases, donde el efecto de la interacción intermolecular se representa por medio de un potencial. A pesar de utilizar aproximaciones burdas, en particular en el tipo de potencial de interacción empleado, este modelo reproduce las viscosidades obtenidas experimentalmente de muchos gases a través de un amplio rango de temperaturas con un error sistemático inferior al 10 %.

## Definición del problema y descripción del modelo
La viscosidad de los gases reales se reproduce de forma imprecisa mediante el modelo del gas ideal, que es un modelo cinético simplificado de los gases. En particular, se observa una dependencia sistemática de la temperatura más fuerte que la proporcional a la raíz de la temperatura que predice de este modelo. La causa de esta desviación sistemática es el hecho de despreciar la atracción de largo alcance debida a las fuerzas de Van der Waals que actúan entre todos los átomos y moléculas.
La ley de Sutherland describe las fuerzas repulsivas intermoleculares a pequeña distancia a través de un modelo de esferas sólidas, manteniendo fuera de las esferas las fuerzas de atracción antes descritas en forma de un potencial esférico (r: distancia intermolecular; n: número entero, comúnmente, n=6). Esto hace que en el modelo de Sutherland la sección eficaz de choque entre dos moléculas dependa de su velocidad relativa: cuanto menor sea la velocidad relativa, mayor será la sección eficaz. La causa de esto es que las moléculas con baja velocidad relativa se mantienen por más tiempo a escasa distancia entre sí y, por tanto, están más expuestas al efecto entre sus potenciales de interacción. El incremento de la sección eficaz provoca a su vez una disminución del camino libre medio de las moléculas y, por tanto, un aumento en la viscosidad del gas.

## Ley de Sutherland
Mediante este modelo, la viscosidad de los gases se describe a través de la siguiente fórmula:
{\displaystyle \mu =\mu _{0}\left({\frac {T_{0}+C_{s}}{T+C_{s}}}\right)\left({\frac {T}{T_{0}}}\right)^{\frac {3}{2}}}
con:
- μ = Viscosidad dinámica [Pa·s] a Temperatura T,
- μ0 = Viscosidad dinámica de referencia [Pa·s] a la temperatura de referencia T0,
- T = Temperatura [K]
- T0 = Temperatura de referencia [K]
- Cs = Constante de Sutherland [K]

Las constantes de Sutherland y las temperaturas de referencia para algunos gases:
| Gas                 | Cs[K]  | T0[K]  | μ0·10−6 [Pa·s] |
| ------------------- | ------ | ------ | -------------- |
| Aire                | 120    | 291,15 | 18,27          |
| Nitrógeno           | 111    | 300,55 | 17,81          |
| Oxígeno             | 127    | 292,25 | 20,18          |
| Dióxido de carbono  | 240    | 293,15 | 14,8           |
| Monóxido de carbono | 118    | 288,15 | 17,2           |
| Hidrógeno           | 72     | 293,85 | 8,76           |
| Amoníaco gaseoso    | 370    | 293,15 | 9,82           |
| Dióxido de azufre   | 416    | 293,65 | 12,54          |
| Helio               | 79,4   | 273    | 19             |
| Argón               | 165,00 | 273,15 | 21,0           |
| Kriptón             | 233,15 | 273,15 | 23,4           |